# مجموعة كينغ باور
مجموعة كينغ باور الدولية هي شركة تايلاندية مقرها بانكوك، كان رئيس مجلس الإدارة والرئيس التنفيذي للشركة فيشاي سريفادانابرابها حتى وفاته في 27 أكتوبر 2018. وقد خلفه نجله أياوات سريفادانابرابها.
تُعتبر مجموعة كينغ باور أكبر شركة معفاة من الرسوم الجُمركية في تايلاند. وفي عام 2015، أطلقت مجموعة كينغ باور موقعًا على الإنترنت لبيع سلع معفاة من الرسوم الجمركية وسلع غير معفاة من الرسوم الجُمركية

## روابط خارجية
- الموقع الرسمي للشركة